# قائمة بعثات جنوب السودان الدبلوماسية

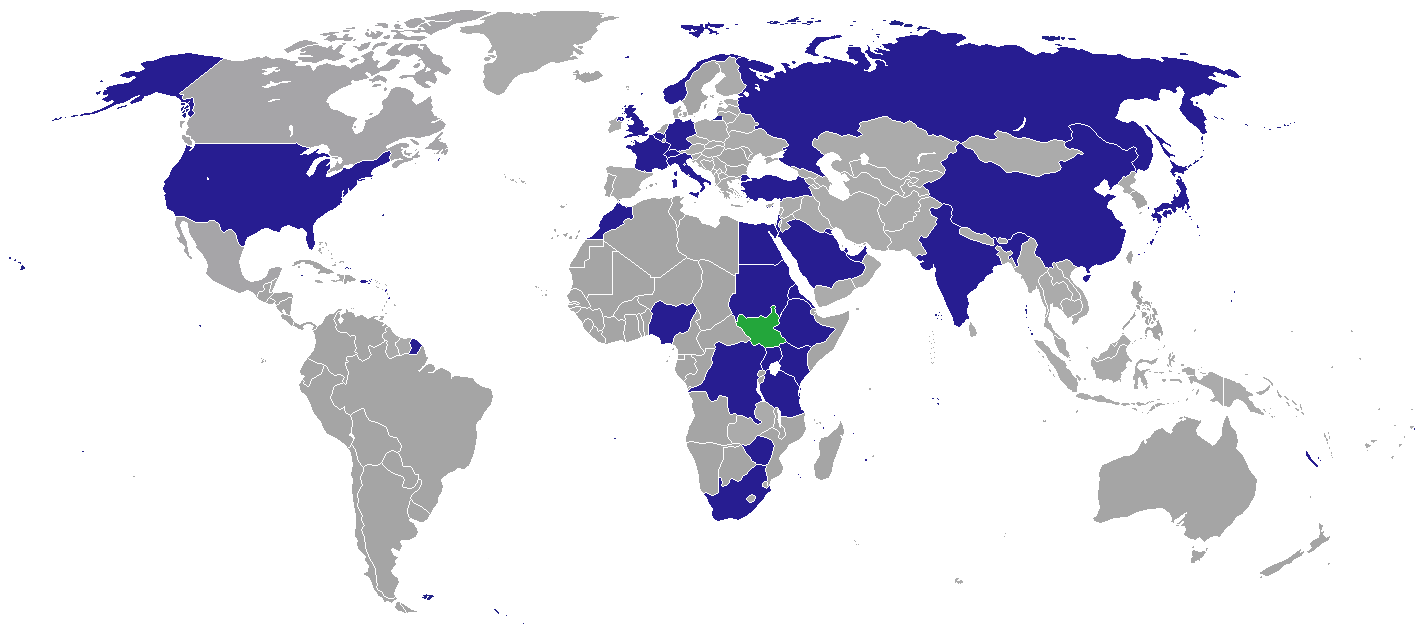
البعثات الدبلوماسية لجنوب السودان

فيما يلي قائمة بالبعثات الدبلوماسية لجنوب السودان.

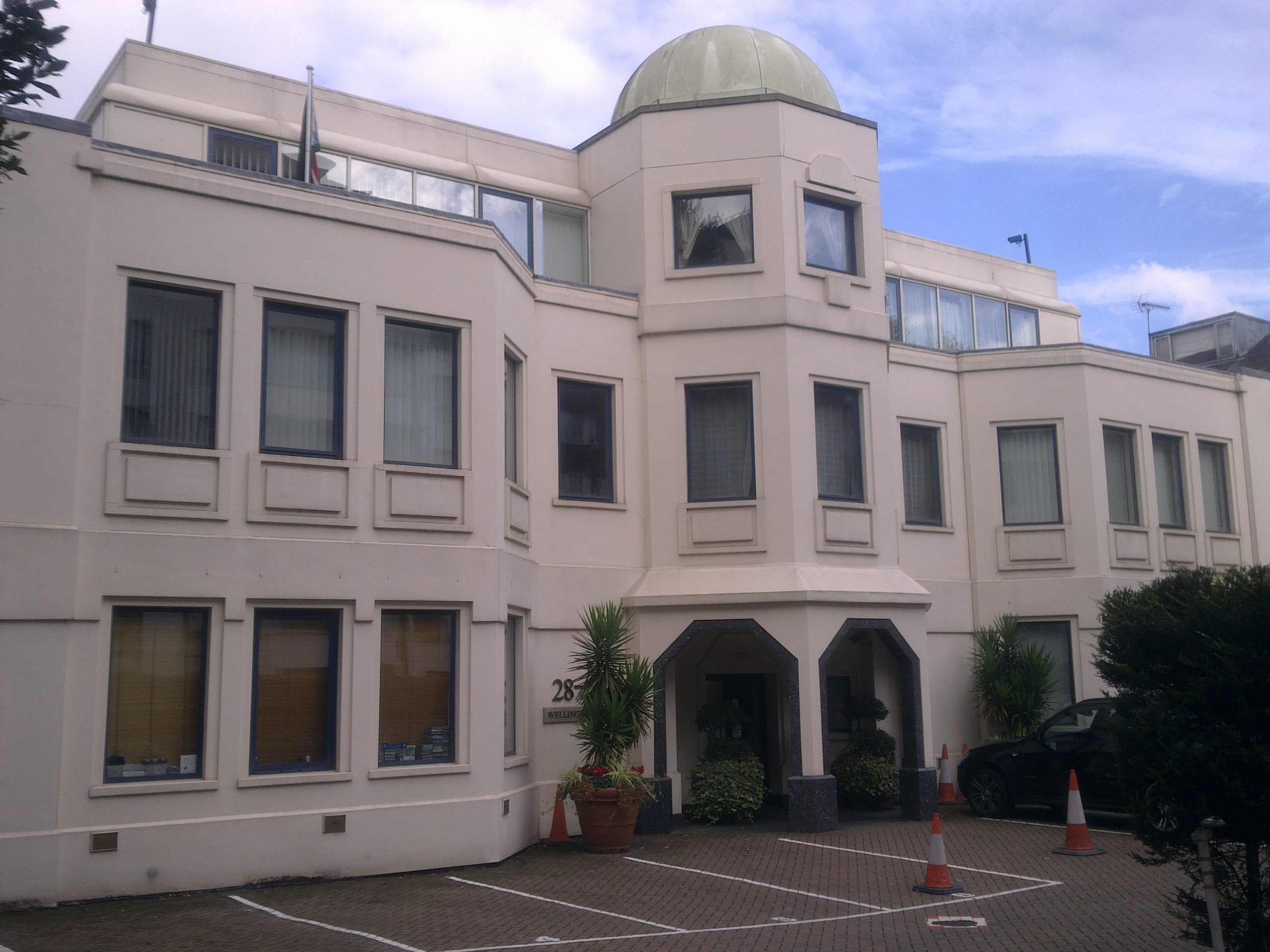
سفارة جنوب السودان في لندن

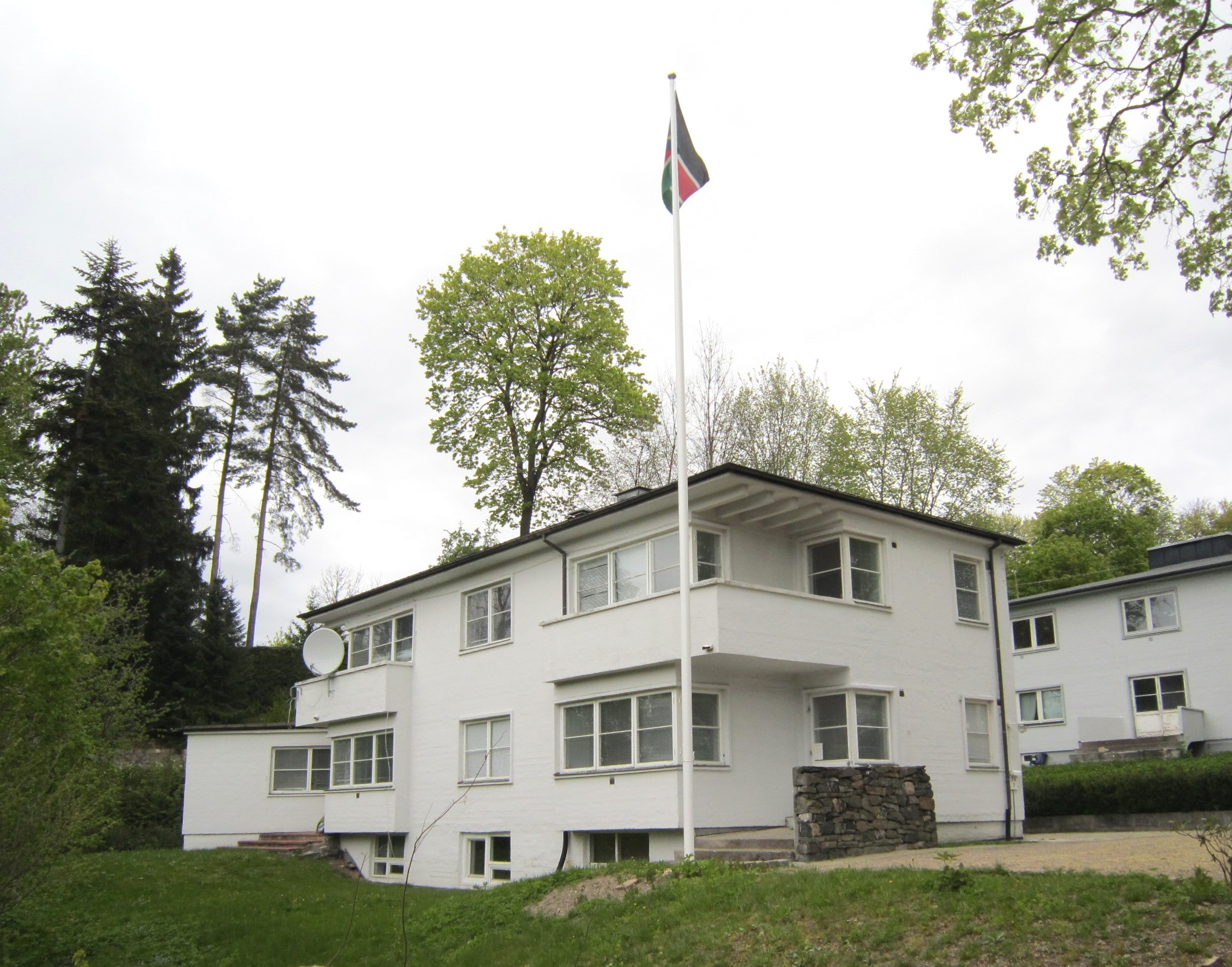
سفارة جنوب السودان في أوسلو

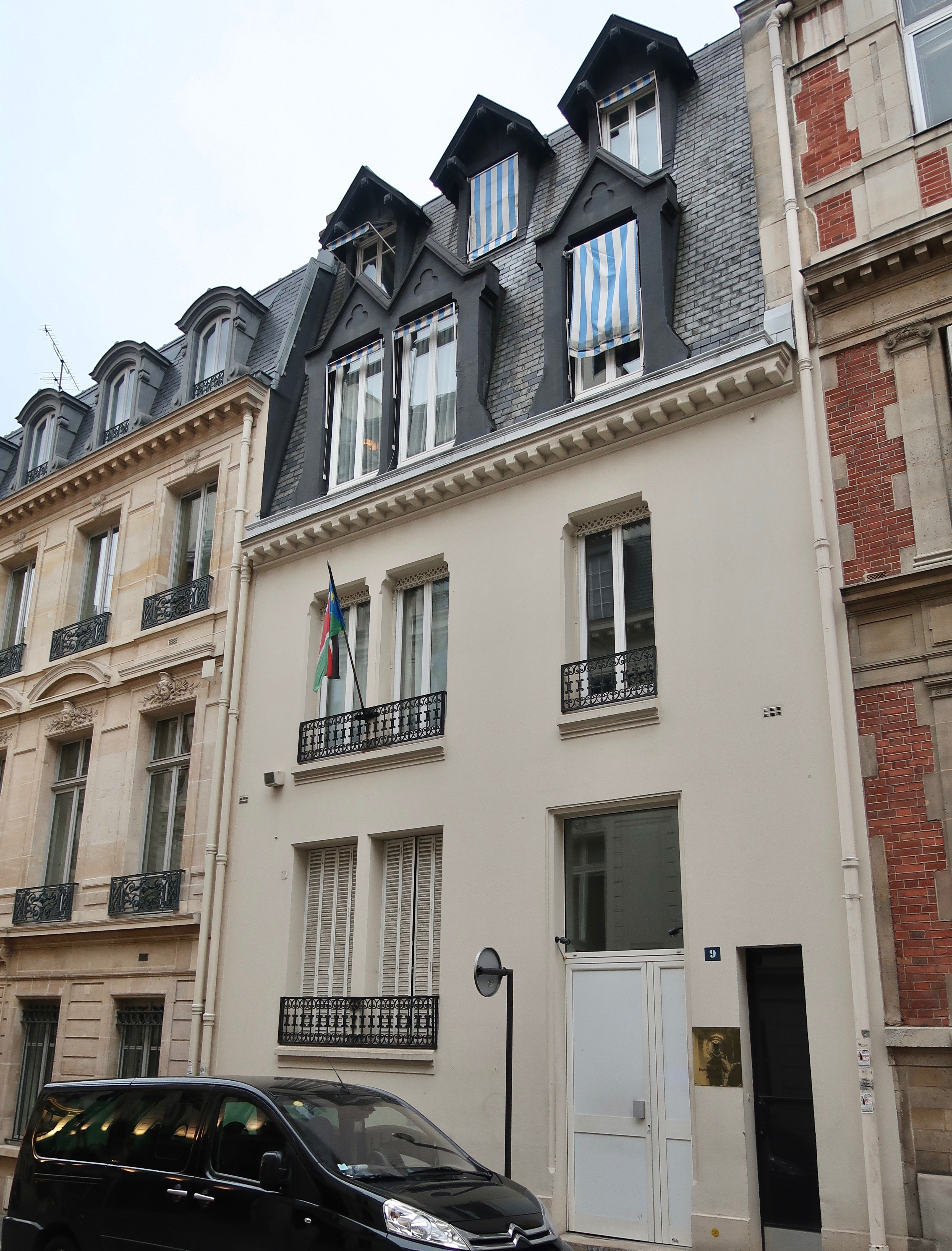
سفارة جنوب السودان في باريس

## أفريقيا
- جمهورية الكونغو الديمقراطية
  - كينشاسا (سفارة)[1]
- مصر
  - القاهرة (سفارة)[2]
- إريتريا
  - أسمرة (سفارة)[1]
- إثيوبيا
  - أديس أبابا (سفارة)[3]
- كينيا
  - نيروبي (سفارة)[4]
- نيجيريا
  - أبوجا (سفارة)[5]
- جنوب أفريقيا
  - بريتوريا (سفارة)[6]
- السودان
  - الخرطوم (سفارة)[7]
- أوغندا
  - كامبالا (سفارة)[8]
- زيمبابوي
  - هراري (سفارة)

## الأمريكتان
- الولايات المتحدة
  - واشنطن العاصمة (سفارة)[9]
- نيويورك (البعثة الدائمة لدى  الأمم المتحدة)[1]

## آسيا
- الصين
  - بكين (سفارة)[4]
- الهند
  - نيوديلهي (سفارة)
- إسرائيل
  - تل أبيب (سفارة)
- تركيا
  - أنقرة (سفارة)

## أوروبا
- بلجيكا
  - بروكسل (سفارة)
- ألمانيا
  - برلين (سفارة)[4]
- النرويج
  - أوسلو (سفارة)[10]
- روسيا
  - موسكو (سفارة)[4]
- سويسرا
  - جنيف (سفارة)[11]
- المملكة المتحدة
  - لندن (سفارة)[12]